# Cg (programovací jazyk)
Cg (z anglického C for graphics) je vyšší programovací jazyk pro psaní shaderů vyvinutý společností NVIDIA (od roku 2002). Syntakticky je velmi podobný jazyku High Level Shader Language (HLSL) od společnosti Microsoft.
Z důvodu možnosti dvoustupňového překladu může být pro běh zapotřebí Cg runtime (překlad programu pak probíhá i dynamicky, tj. až v době běhu aplikace pro konkrétní GPU). V této souvislosti se hovoří o cílových profilech (konkrétní verze shaderů a tedy instrukční sady).
Syntaxe jazyka Cg je odvozena od jazyka C. Mezi důležitá rozšíření jazyka patří vektorové operace, operátor swizzle, další datové typy (half, fixed, vektorové a maticové typy, sampler* typy pro textury).

## Syntaxe a použití jazyka
Jazyk Cg je z hlediska syntaxe i použití velmi podobný (ve spoustě aspektů identický) jazyku High Level Shader Language (HLSL) od společnosti Microsoft.

## Příklad
Vertex shader v Cg:
```
 
// vstupní vrchol

 
struct
 
VertIn
 
{

     
float4
 
pos
   
:
 
POSITION
;

     
float4
 
color
 
:
 
COLOR0
;

 
};

 

 
// výstupní vrchol

 
struct
 
VertOut
 
{

     
float4
 
pos
   
:
 
POSITION
;

     
float4
 
color
 
:
 
COLOR0
;

 
};

 

 
// vstup vertex shaderu

 
VertOut
 
main
(
VertIn
 
IN
,
 
uniform
 
float4x4
 
modelViewProj
)
 
{

     
VertOut
 
OUT
;

     
OUT
.
pos
     
=
 
mul
(
modelViewProj
,
 
IN
.
pos
);
 
// spočítej výstupní souřadnice

     
OUT
.
color
   
=
 
IN
.
color
;
 
// zkopíruj vstupní barvu do výstupní

     
OUT
.
color
.
z
 
=
 
1.0f
;
 
// modrá složka barvy = 1.0f

     
return
 
OUT
;

 
}

```